# Радянська кухня

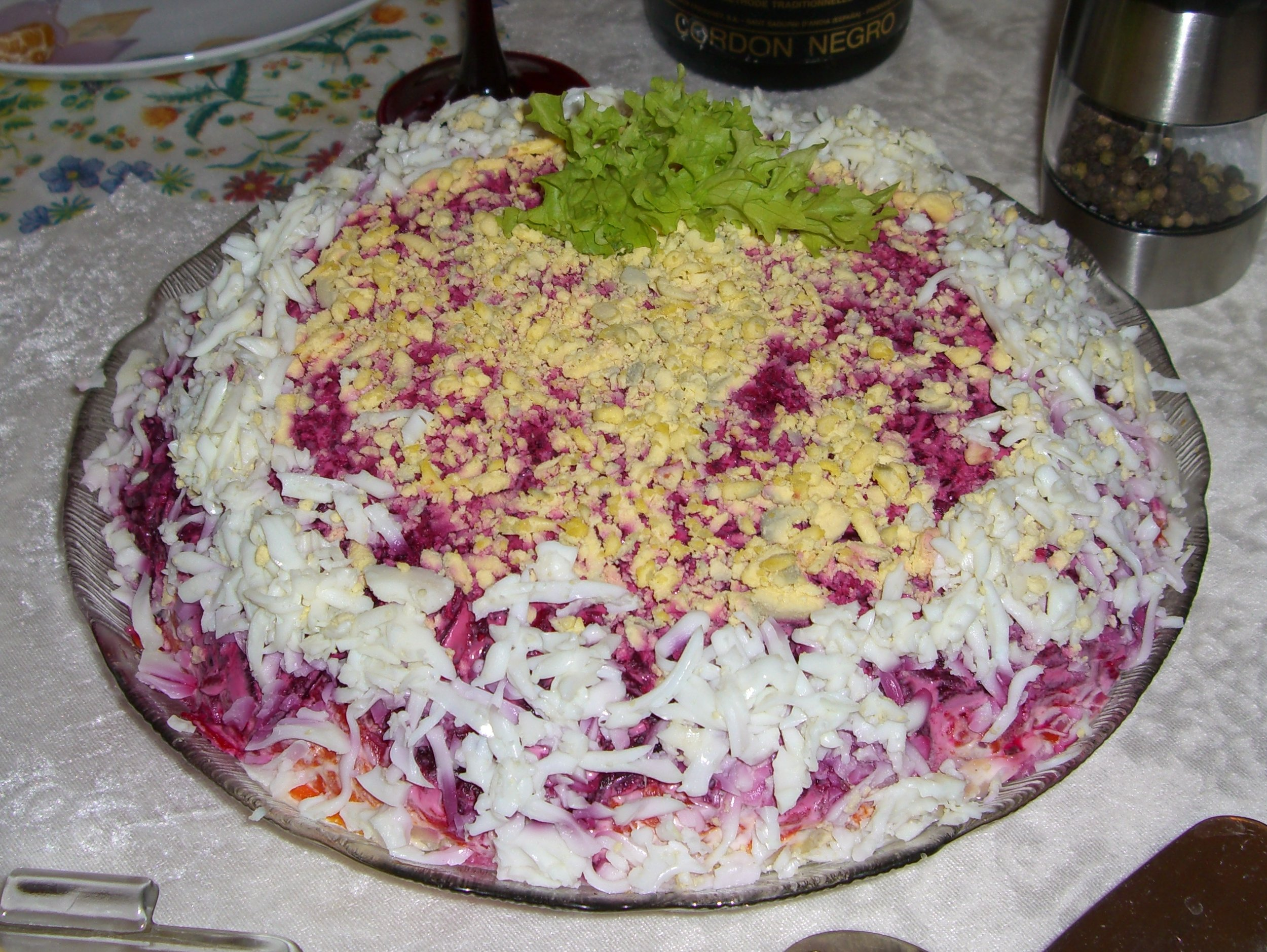
Оселедець під шубою — традиційна святкова страва радянських громадян

Радянська кухня — період розвитку гастрономічної культури в часи існування СРСР з 1917 року до початку 1990-х [1]. Сформувалася наприкінці 1920-х — першій половині 1930-х у процесі індустріалізації країни. Початок періоду позначився виходом у 1939 році першої великої кулінарної книги по радянській кухні «Про смачну і здорову їжу»

## Історія
Була сформована за рахунок внутрішньої міграції СРСР різних народів межі традиційного регіону проживання. Це відбувалося внаслідок високої мобільності населення, вступу до вузів з усіх куточків країни, всесоюзних будівництв, освоєння важкодоступних земель Сибіру, цілинних земель Середньої Азії, Далекого Сходу, Крайньої Півночі та його ресурсів, розподілу працювати після закінчення вузів, депортації народів тощо. Також до радянської кухні можна зарахувати продукцію харчової промисловості (консерви, напівфабрикати, напої), оскільки вона становила невід'ємну частину щоденного раціону радянських громадян.
Кухня характеризується певною кількістю продуктів та спрощеною рецептурою приготування їжі. Страви цієї кухні освоювалися не лише домогосподарками, а й були поширені у їдальнях по всій країні. Вона стала невід'ємною частиною домашньої кухні та використовувалася паралельно з національними стравами, особливо у великих містах. Загалом і загалом радянська кухня формувалася радянськими звичками в їжі та різною доступністю продуктів у більшості районів СРСР. Більшість страв були спрощеними варіантами страв російської, кавказької, французької та австро-угорської кухонь.
У процесі створення нової кухні нарком харчової промисловості Анастас Мікоян відіграв величезну роль. У 1936 році він відвідав США, де провів два місяці, щоб ознайомитися з американським досвідом у харчовій промисловості та індустрії масового харчування. У 1930-х роках у СРСР почалося будівництво сучасних підприємств харчової промисловості, у тому числі для виробництва молочних продуктів, м'ясних продуктів, консервованої риби, м'яса, овочів та фруктів, згущеного молока. У 1939 році вийшло перше видання ілюстрованої кухонної книги з назвою «Книга про смачну та здорову їжу». У книзі наголошувалося на важливості здорового харчування, вона містила основну інформацію про продукти харчування, практичні поради щодо організації роботи на кухні та сервіруванні столу, зразкове меню на всі пори року та численні рецепти.

## Приклади страв та кулінарних виробів

### Салатитазакуски
- Риба під маринадом
- Вінегрет
- Вітамінний салат
- Квашена капуста, капуста провансаль
- Яйця під майонезом
- Горошок консервований
- Святкові салати: олів'є, мімоза, оселедець під шубою.
- Салат «Весна»
- Салат «Ташкент»

### Перші страви

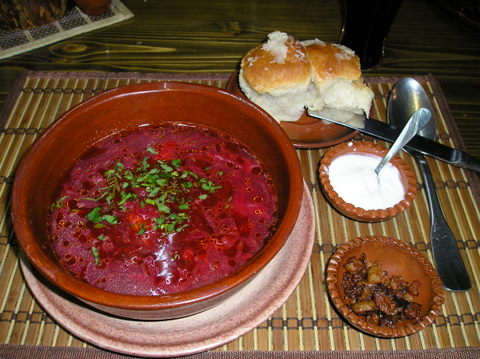
Український борщ із пампушками, сметаною та шкварками
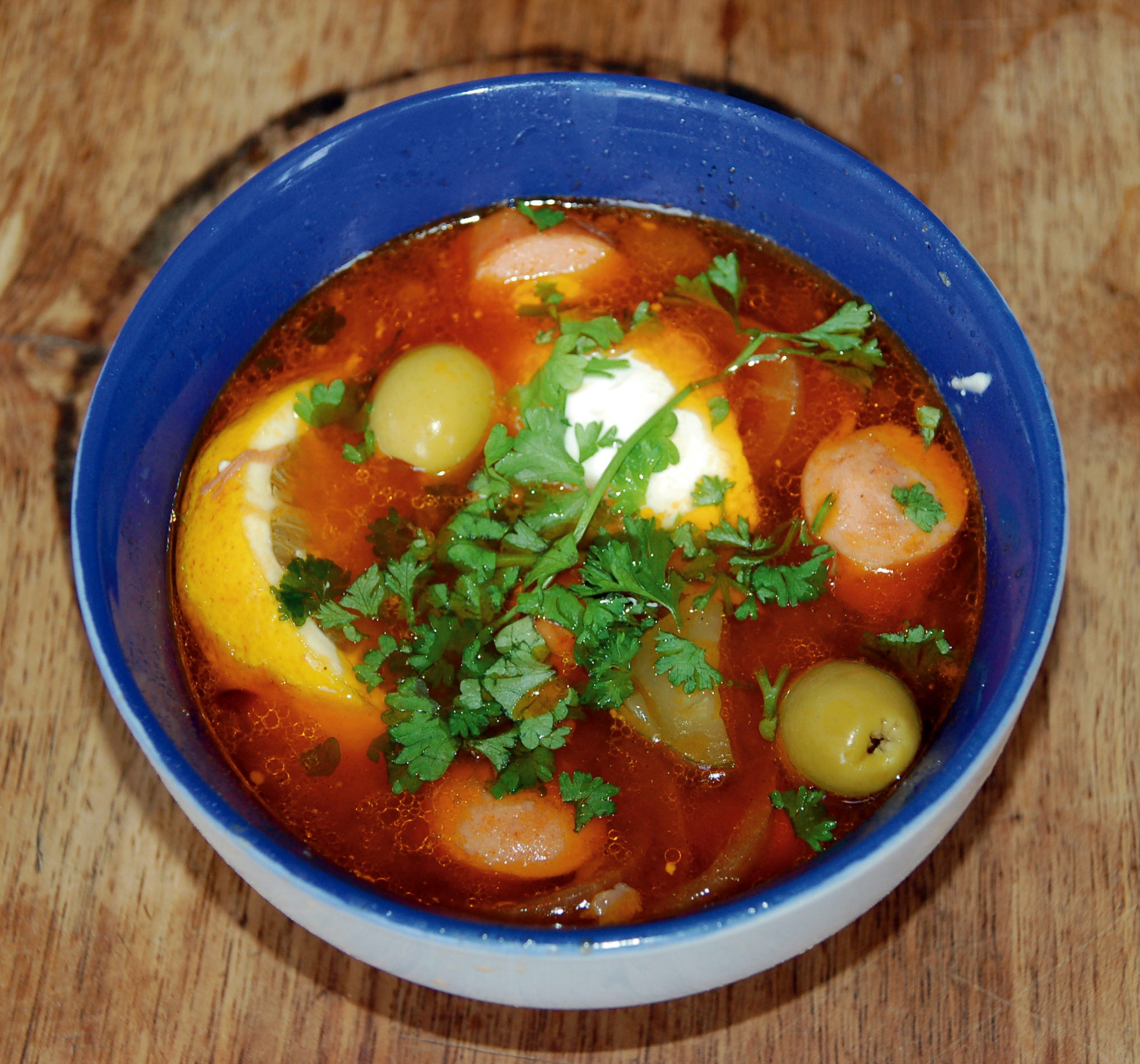
Солянка

- Борщ
- Гороховий суп
- Розсольник
- Солянка
- Харчо
- Окрошка
- Щавельний суп
- Щі

### Другі страви

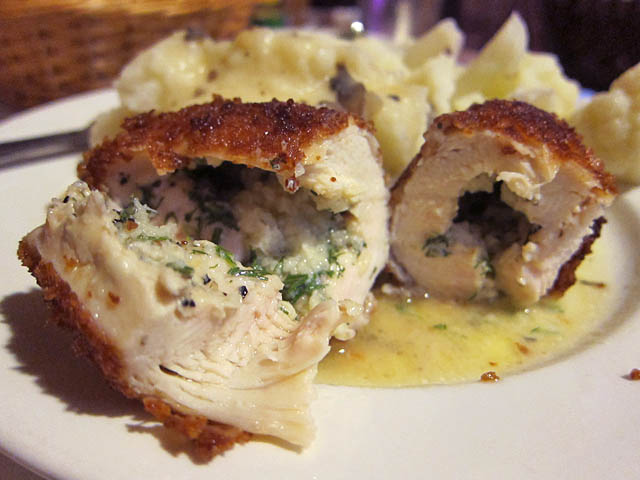
Котлета по-київськи
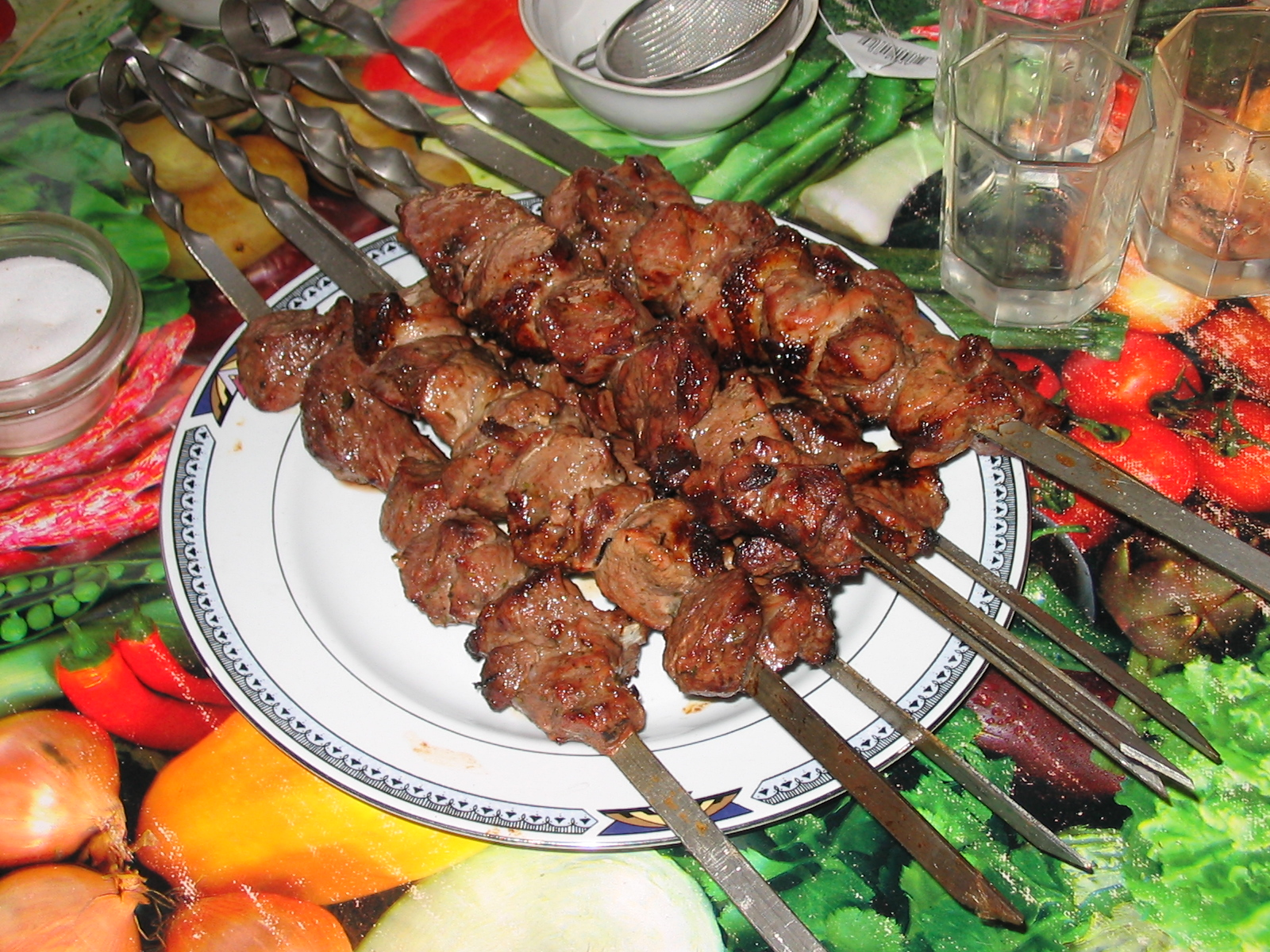
Шашлик
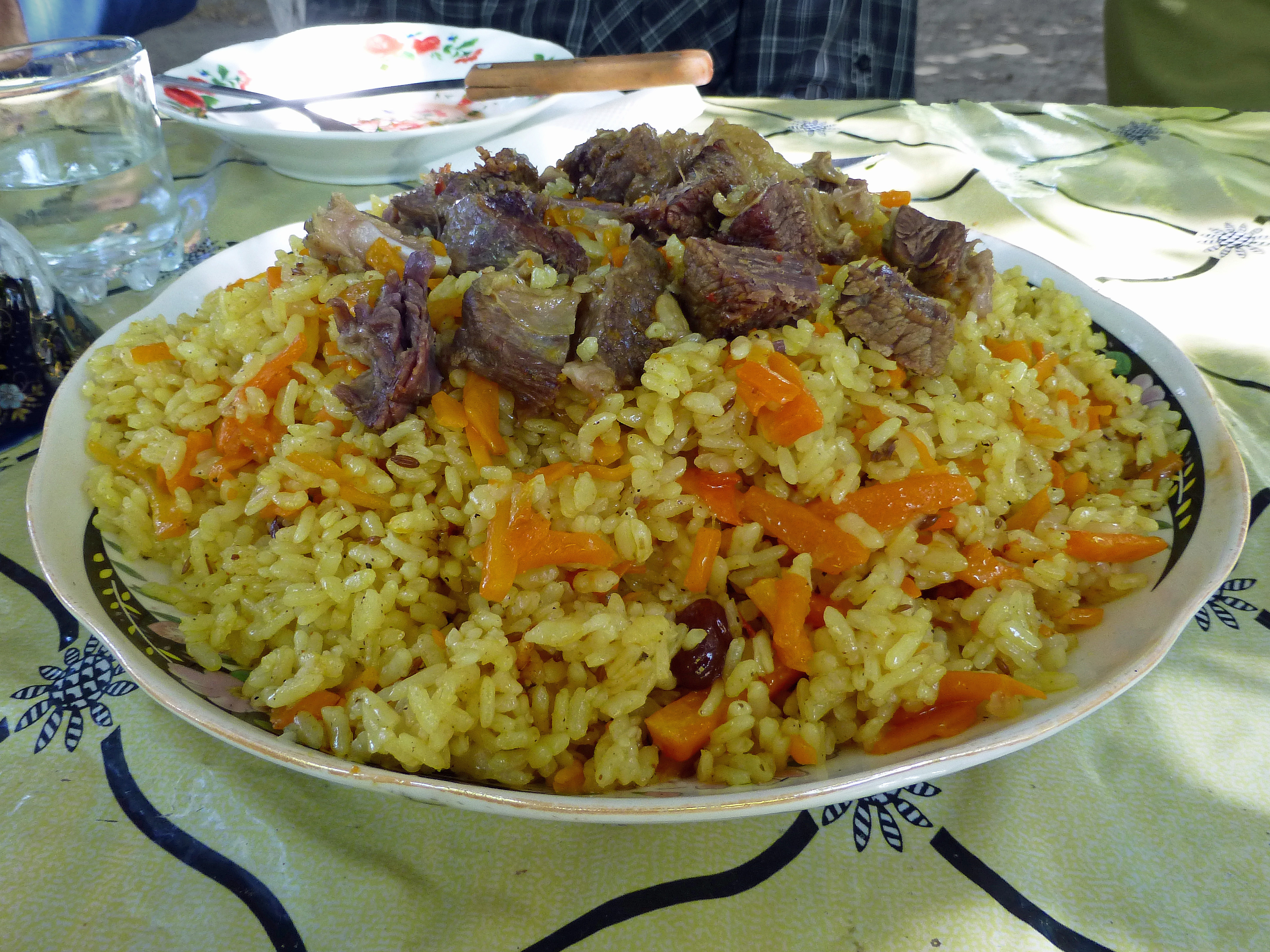
Узбецький плов

- Котлета (див. Мікоянівська котлета)
- Голубці
- Пельмені
- Макарони по-флотськи
- Гуляш
- Плов
- Шашлик
- Холодець
- Смажена риба
- Гарніри:
  - Макарони
  - Картопляне пюре
  - Греча
  - Рис

### Шоколадні вироби:
- Алёнка
- гематоген

### Кондитерські вироби
- Торти: Прага, Київський, Наполеон
- Тістечка: Картопля, Корзиночка, Мурашник
- Кекси: Московський, Свердловський, Уфимський.

Східні солодощі :
- Цукрові: Халва, Шербет.
- Борошно: Курабине бакинське, Шакер-чурек, Земелах і Кихелах (національне печиво євреїв-ашкеназів).

### Хлібобулочні вироби
- Хліб Дарницький.
- Батон нарізний.
- Плюшка Московська.
- Булочка дитяча.
- Вірменський домашній хліб.
- Лаваш

## Заготівлі
В умовах дефіциту у продажу деяких продуктів (якісної консервації, свіжих фруктів та овочів), закрутки рятували багато домогосподарств. Заготівлі, здавна притаманні російській кухні, отримали новий імпульс у радянські часи у 60-70-ті роки, коли радянські громадяни почали отримувати землю під дачні ділянки. Радянська кухня стала немислимою без квашених, солоних помідорів та огірків, «салатів на зиму», закуски «огонёк», різного варення, рецепти яких розвивалися і збагачувалися.

## Напої

#### Безалкогольні

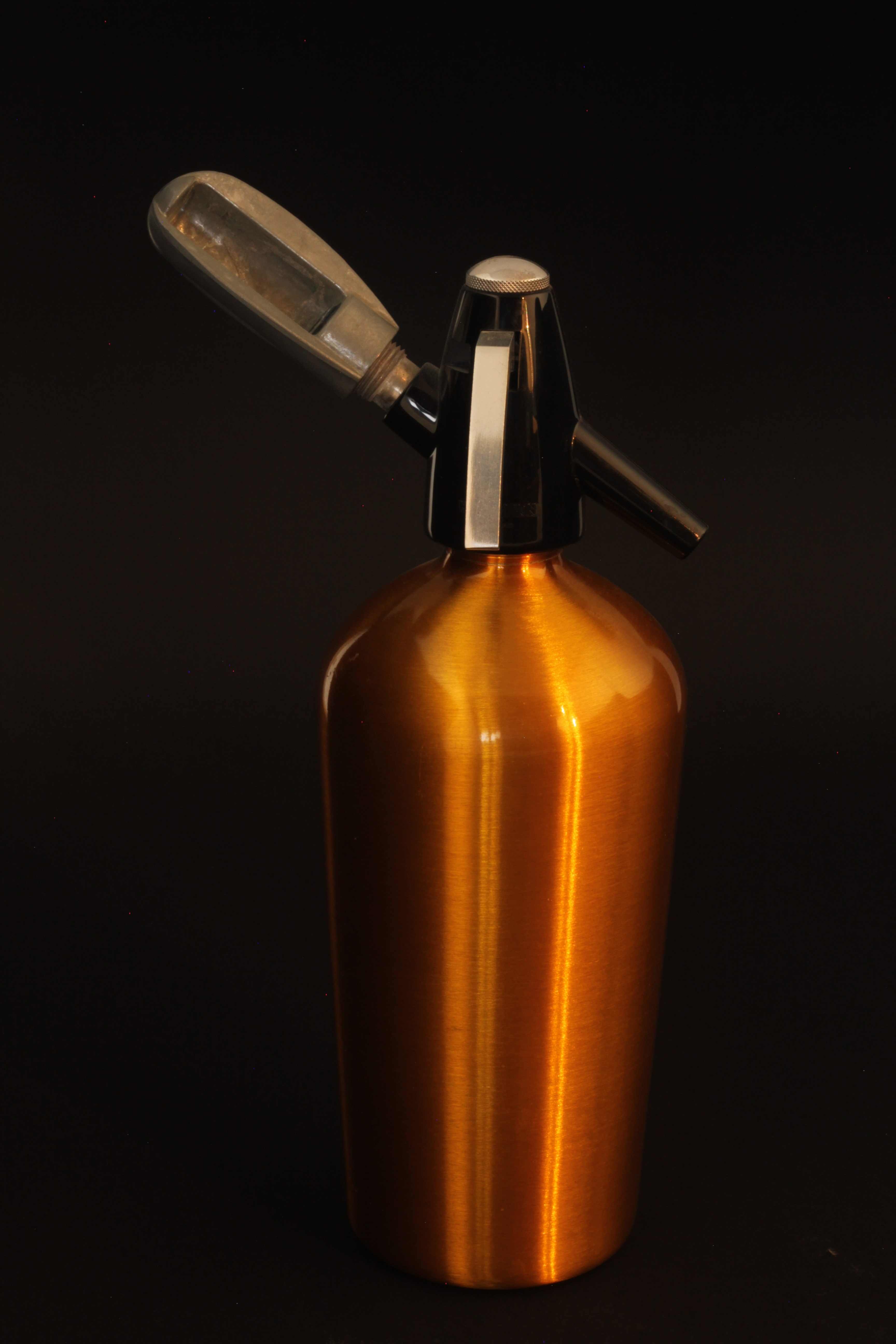
Сифон для газованої води
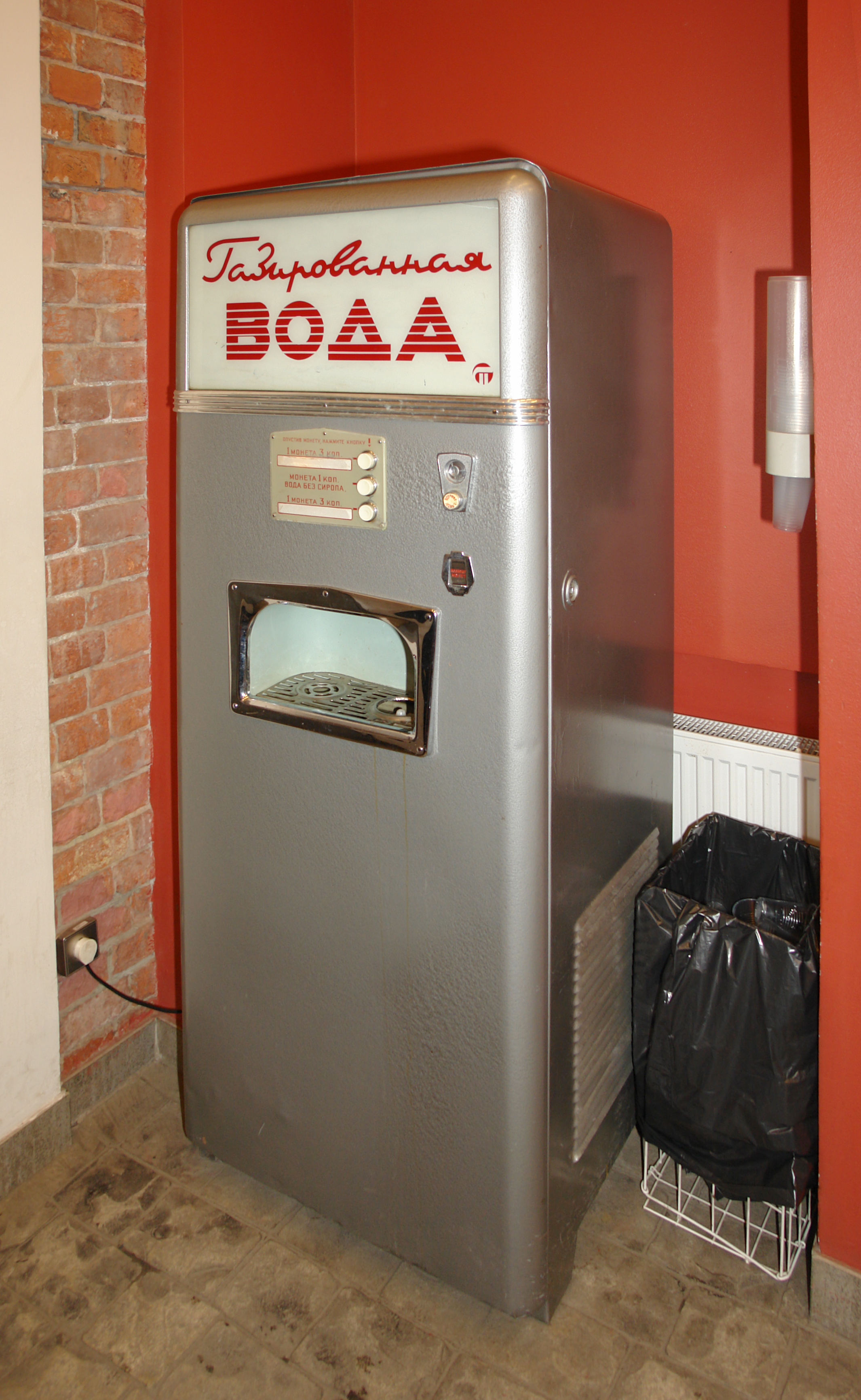
Автомат АТ-100С із продажу газводи
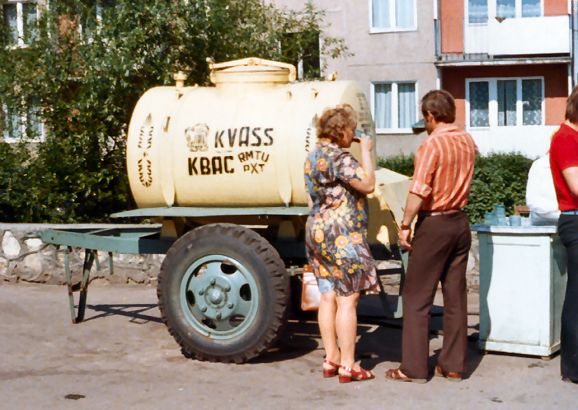
Продаж квасу, Рига, 1977

Безалкогольні напої, що виробляються харчовою промисловістю СРСР, були дуже популярні серед радянських громадян. У країні виробляли їх у величезному асортименті, зокрема відомі з часів Російської імперії "Води Лагідзе ": «Тархун», «Крем-сода», «Лимонад», а також «Буратіно», «Саяни», «Байкал», «Дзвіночок», «Дюшес», «Ситро» «<Квас».
Для виробництва газованих напоїв у домашніх умовах у продажу були сифони та балончики з вуглекислотою для них, а також існували районні пункти заправки сифонів вуглекислотою. На вулицях радянських міст цілий рік стояли стаціонарні автомати з продажу газованої води, а в теплий час районами розвозилися пересувні бочки з квасом. Крім газованих напоїв, у широкому продажу були натуральні соки у двохсот п'ятдесятиграмових і трилітрових банках.

#### Алкогольні
- Советское шампанское
- Самогон